# Mikuláš Biceps
Mikuláš Biceps též Mikuláš z Jevíčka a Nicolaus Gewiczka seu de Kolberg (kolem poloviny 14. století, Jevíčko – kolem r. 1390, asi Praha) byl český teolog a filozof, dominikán a univerzitní učitel.
Přednášel na Univerzitě Karlově a byl lektorem generálních studií dominikánského řádu. Jan Hus o něm uvedl, že byl „dokazovatel nejbystřejší“ (argumentator acutissimus).
Jeho Sentences dokládají známost spisů Jana Viklefa v Praze již na samém počátku 80. let 14. století. Biceps odmítal formující se Viklefovo učení o remanenci.